# Созел (Нью-Мексико)
Созел (англ. Sausal) — переписна місцевість (CDP) в США, в окрузі Валенсія штату Нью-Мексико. Населення — 858 осіб (2020).

## Географія
Созел розташований за координатами 34°40′51″ пн. ш. 106°45′35″ зх. д. / 34.68083° пн. ш. 106.75972° зх. д. (34.680728, -106.759709).  За даними Бюро перепису населення США в 2010 році переписна місцевість мала площу 5,91 км², уся площа — суходіл.

## Демографія
Згідно з переписом 2010 року, у переписній місцевості мешкало 1056 осіб у 415 домогосподарствах у складі 284 родин. Густота населення становила 179 осіб/км².  Було 459 помешкань (78/км²).
Расовий склад населення:
| - 79,9 % — білих - 3,3 % — корінних американців - 0,8 % — азіатів - 0,4 % — чорних або афроамериканців - 0,2 % — вихідців з тихоокеанських островів - 11,7 % — осіб інших рас |

До двох чи більше рас належало 3,7 %. Частка іспаномовних становила 61,7 % від усіх жителів.
За віковим діапазоном населення розподілялося таким чином: 23,1 % — особи молодші 18 років, 61,7 % — особи у віці 18—64 років, 15,2 % — особи у віці 65 років та старші. Медіана віку мешканця становила 43,2 року. На 100 осіб жіночої статі у переписній місцевості припадало 110,4 чоловіків;  на 100 жінок у віці від 18 років та старших — 104,0 чоловіків також старших 18 років.
Середній дохід на одне домашнє господарство  становив 44 007 доларів США (медіана — 34 853), а середній дохід на одну сім'ю — 43 950 доларів (медіана — 38 875). За межею бідності перебувало 36,1 % осіб, у тому числі 55,6 % дітей у віці до 18 років та 7,4 % осіб у віці 65 років та старших.
Цивільне працевлаштоване населення становило 487 осіб. Основні галузі зайнятості: освіта, охорона здоров'я та соціальна допомога — 35,7 %, транспорт — 14,8 %, мистецтво, розваги та відпочинок — 13,3 %, будівництво — 13,1 %.